# Ľudovít Pollák
Ľudovít Pollák (1. června 1909 – 15. března 1981) byl slovenský a československý politik Komunistické strany Slovenska a poúnorový poslanec Národního shromáždění ČSR.

## Biografie
Ve volbách roku 1954 byl zvolen za KSS do Národního shromáždění ve volebním obvodu Dunajská Streda. V parlamentu setrval až do konce funkčního období, tedy do voleb roku 1960. K roku 1954 se profesně uvádí jako člen KNV a předseda JZD v obci Horná Potôň.